# Секретный агент (фильм, 1936)
«Секретный агент» (англ. Secret Agent) — кинофильм Альфреда Хичкока. Снят по мотивам неопубликованной пьесы Кэмпбелла Диксона, в основу которой легли рассказы «Предатель» и «Безволосый мексиканец» из сборника Уильяма Сомерсета Моэма «Эшенден».

## Сюжет
Во время Первой мировой войны британский агент Эдгар Броди (Джон Гилгуд) под именем Ричарда Эшендена посылается в Швейцарию, чтобы уничтожить германского агента. С ним киллер-мексиканец по прозвищу Генерал (Петер Лорре). По прибытии в швейцарский отель он обнаруживает, что к нему под видом жены отправлена Эльза Кэррингтон (Мэдлин Кэрролл). Вскоре Эшенден и Генерал, как им кажется, нападают на след германского агента и убивают его. Однако выясняется, что это был не тот человек.

## В ролях
- Джон Гилгуд — Ричард Эшенден
- Мэдлин Кэрролл — Эльза Каррингтон
- Петер Лорре — Генерал
- Роберт Янг — Роберт Марвин
- Перси Мармонт — Кэйпор
- Флоренс Кан — миссис Кайпор
- Чарлз Карсон — А
- Лилли Палмер — Лилли
- Андреас Маландринос — управляющий
- Мишель Сен-Дени — кучер
- Дарвин Сентори — работник организации «Critic’s M»
- Том Хелмор — полковник Андерсон (в титрах не указан)

## Съёмочная группа
- Режиссёр: Альфред Хичкок
- Сценарий: Чарльз Беннетт, Джесси Ласки-младший, Иан Хэй, Альма Ревиль
- Продюсеры: Айвор Монтегю, Майкл Бэлкон
- Оператор: Бернард Ноулз
- Монтаж: Чарлз Френд
- Костюмы: Джо Стрэсснер

## Интересные факты
- Фильм снимался в павильонах студии Lime Grove и на натуре в Фрутигене, Швейцария.
- В фильме нет камео Альфреда Хичкока, что необычно для режиссёра.
- Следующий фильм Хичкок снимал по мотивам романа Джозефа Конрада «Секретный агент». Чтобы не было путаницы с фильмом Хичкока «Секретный агент» 1936 года, следующий фильм был назван «Саботаж».